# Perityle villosa
Perityle villosa là một loài thực vật có hoa trong họ Cúc. Loài này được (S.F.Blake) Shinners mô tả khoa học đầu tiên năm 1959.